# Sean Parker
Pour les articles homonymes, voir Parker.
Sean Parker est un entrepreneur, philanthrope et milliardaire américain, né le 3 décembre 1979. Il est connu pour être le cofondateur du service de partage en ligne de fichiers Napster et il fut le premier président de Facebook. Il a aussi cofondé Plaxo, Causes (en), Airtime.com (en) et Brigade Média (en), une plateforme d'engagement civique en ligne. Il est le fondateur et président de la Parker Foundation, qui se concentre sur les sciences de la vie, la santé publique et l'engagement civique. Sa fortune, selon la liste Forbes de 2022, était estimée à 2,8 milliards de dollars. 

## Biographie
Écolier à la Oakton High School du comté de Fairfax en Virginie, il se fit connaître à 16 ans pour avoir piraté des réseaux gouvernementaux américains et des multinationales. Ne comptant pas s'arrêter là, il fonda peu de temps après, avec un de ses amis, un cabinet de conseil en sécurité informatique baptisé Crosswalk. Toutefois, cette entreprise fut un échec du fait de la jeunesse de ses fondateurs.
Il se lança alors en 1999, avec son ami Shawn Fanning, dans la création de Napster, un logiciel de partage de musique entre utilisateurs (créant pour cela un protocole Peer-to-Peer). En moins d'un an, le nombre d'utilisateurs atteignit la barre des 50 millions. Cette fréquentation fut perçue comme un risque pour l'économie de la musique et la RIAA (Recording Industry Association of America) attaqua le site en justice. Il dut fermer en 2001.
Après cet échec, il fonda en 2002 le site Plaxo, gestionnaire d'adresses en ligne très vite intégré à Microsoft Outlook[réf. nécessaire].
En 2004, il s'intéressa au tout nouveau site Facebook et rencontra Mark Zuckerberg lorsque celui-ci s'installa en Californie. Ayant conscience du potentiel de cette idée, Parker joua un rôle de plus en plus grand dans le développement du site jusqu'à en devenir le président (prenant possession de 7 % du capital et faisant de lui un milliardaire). C'est Parker qui fut, pendant environ un an, l'éminence grise de l'entreprise et qui attira de nombreux investisseurs à l'instar de Peter Thiel (fondateur de Paypal).
Pourtant l'année suivante, en 2005, il dut quitter Plaxo et Facebook après avoir été arrêté pour possession de cocaïne.
En 2006, il rejoignit finalement le Founders Fund, une compagnie d'investissement appartenant à Thiel, mais reste proche de l'entreprise Facebook.
En 2009, Sean Parker est devenu administrateur de Yammer, un service de microblogage destiné aux entreprises, s'est impliqué dans le développement de Chatroulette et a fondé Causes (company) (en), une application Facebook de solidarité.
En 2019, Sean Parker cède les données et la technologie de l'application Cause à Comptable, une start-up qui simplifie la communication entre les citoyens américains et leurs représentants.

## Actualités
Dans le film de David Fincher, The Social Network, sorti en octobre 2010, Sean Parker est incarné par Justin Timberlake.
Il a aussi participé financièrement à une campagne de légalisation du cannabis en Californie.
En juillet 2012, Sean Parker cofonde la start-up TheAudience avec Olivier Luckett (ex-Disney) et Ari Emanuel.
L'objet de la société est d’accompagner et d’aider les célébrités dans la myriade de réseaux sociaux disponibles.
La start-up gère actuellement les comptes de médias sociaux de plus de trois cents stars, dont Eddie Murphy, Jack Black, Usher, Pitbull ou encore LMFAO, selon le New York Times. Au total, les comptes gérés depuis TheAudience, regrouperaient près de 800M de fans. Cette start-up est revendue en 2015 au conglomérat Al Ahli Holding Group.

## Sources
- (en) Cet article est partiellement ou en totalité issu de l’article de Wikipédia en anglais intitulé « Sean Parker » (voir la liste des auteurs).
- Article de Vanity Fair
- Article des Inrocks
- Article de Courrier International